# Niiyama Shochi
Niiyama Shochi (sinh ngày 13 tháng 4 năm 1985) là một cầu thủ bóng đá người Nhật Bản.

## Sự nghiệp câu lạc bộ
Niiyama Shochi hiện đang chơi cho Vanraure Hachinohe.